# Affamés (film)
Pour les articles homonymes, voir Affamés et Antlers (homonymie).
Pour plus de détails, voir Fiche technique et Distribution.
Affamés ou Antlers au Québec, est un film d'horreur américano-canado-mexicain réalisé par Scott Cooper, sorti en 2021.
Il s'agit de l'adaptation de la nouvelle The Quiet Boy de Nick Antosca, originellement publiée dans le magazine Guernica en janvier 2019.

## Synopsis
Julia, institutrice dans une petite ville minière de l'Oregon, découvre qu'un de ses élèves est victime de son père ainsi que son jeune frère. Elle va alors enquêter avec son frère Paul, le shérif local. Ils vont découvrir un secret surnaturel aux conséquences terrifiantes.

## Fiche technique
Sauf indication contraire, les informations mentionnées dans cette section peuvent être confirmées par la base de données cinématographiques IMDb,  présente dans la section « Liens externes ».
- Titre original et québécois : Antlers
- Titre français : Affamés
- Réalisation : Scott Cooper
- Scénario : Nick Antosca et C. Henry Chaisson, d'après la nouvelle The Quiet Boy de Nick Antosca
- Musique : Javier Navarrete
- Direction artistique : Cheryl Marion
- Décors : Tim Grimes
- Costumes : Karin Nosella
- Photographie : Florian Hoffmeister
- Production : J. Miles Dale, Guillermo del Toro et David S. Goyer
- Production déléguée : Nick Antosca, Jim Rowe et Kevin Turen
- Sociétés de production : Double Dare You Productions, Phantom Four et Mirada Studio
- Société de distribution : Searchlight Pictures
- Pays de production :  États-Unis /  Canada /  Mexique
- Langue originale : anglais
- Format : couleur — 1,85:1
- Genres : horreur, fantastique, thriller
- Durée : 99 minutes
- Dates de sortie[3] : 
  - États-Unis : 29 octobre 2021
  - France : 17 novembre 2021
- Classification :
  - États-Unis : R - Restricted (interdit aux moins de 17 ans non accompagné d'un adulte)
  - France : interdit aux moins de 12 ans avec avertissement et aux moins de 16 ans à la télévision

## Distribution
- Keri Russell (VF : Pascale Chemin) : Julia Meadows
  - Katelyn Peterson : Julia Meadows jeune
- Jesse Plemons (VF : Eilias Changuel) : Paul Meadows
- Jeremy T. Thomas (VF : Isaac Lobé-Lebel) : Lucas Weaver
- Graham Greene (VF : Jean-Bernard Guillard) : Warren Stokes
- Scott Haze (VF : Thibaut Belfodil) : Frank Weaver
- Rory Cochrane (VF : Tanguy Goasdoué) : Dan Lecroy
- Amy Madigan (VF : Monique Nevers) : la principale Booth
- Cody Davis : Clint
- Sawyer Jones (VF : Tony Sanial) : Aiden Weaver
- Arlo Hajdu : Jake
- Dendrie Taylor (VF : Marine Lemonnier) : Carol
- Emily Delahunty : Evie
- Glynis Davies : l'infirmière Byrd

## Production
En juillet 2018, il est annoncé que Guillermo del Toro va produire un film intitulé Antlers, réalisé par Scott Cooper avec Keri Russell en tête d'affiche. En août, Jesse Plemons rejoint la distribution. La distribution s'étoffe ensuite avec les arrivées de Jeremy T. Thomas, Graham Greene, Amy Madigan, Scott Haze et Rory Cochrane en octobre,.
Le tournage commence au début du mois d'octobre 2018 et s'achève fin novembre,. Il se déroule en Colombie-Britannique au Canada.

## Sortie
La sortie américaine était initialement fixée au 17 avril 2020. En raison de la pandémie de Covid-19, la sortie est repoussée au 19 février 2021, puis au 29 octobre 2021.